# Троссеро, Энсо
Э́нсо Э́ктор Троссе́ро (исп. Enzo Héctor Trossero; род. 23 мая 1953) — аргентинский футболист и тренер. Выступал на позиции защитника.

## Карьера игрока
Начал профессиональную карьеру в 1971 году в клубе «Спортиво Бельграно», выступавшем в одном из низших аргентинских дивизионов. В следующем году перебрался оттуда в клуб «Колон», бывший в те годы одним из середняков высшей аргентинской лиги. Молодой защитник довольно быстро прогрессировал, и после примерно трёх лет игры за «Колон» он попал в сферу интересов «Индепендьенте», одного из сильнейших клубов Аргентины тех лет, куда и перешёл в 1975 году. За последующие пять лет Троссеро, будучи одним из лучших игроков оборонительной линии команды, выиграл в её составе два чемпионата Насьональ. Затем в 1980 году он перешёл во французский «Нант», отыграл в его составе около полутора лет, стал чемпионом Франции, а потом вернулся в «Индепендьенте». Троссеро принял участие в составе национальной сборной в Чемпионате мира 1982, где аргентинцы, бывшие на тот момент действующими чемпионами мира, остановились на стадии второго группового этапа, и в Кубке Америки 1983, где аргентинцы не смогли выйти из группы. Всего за сборную Троссеро провёл 22 матча. В том же 1983 году Энсо выиграл свой третий национальный чемпионский титул, на сей раз это был турнир Метрополитано. В 1984 году Троссеро в составе «Индепендьенте» выиграл Кубок Либертадорес, а затем и Межконтинентальный Кубок, победив в финале последнего «Ливерпуль» (1:0). В следующем, 1985 году Троссеро покинул «Индепендьенте» и перешёл в мексиканскую «Толуку». В последующие годы он играл за «Эстудиантес» и швейцарский «Сьон», в 1989 году ненадолго вернулся в «Эстудиантес», где и завершил карьеру игрока.

## Тренерская карьера
Карьеру тренера Троссеро начал в 1990 году в «Сьоне», откуда как игрок ушёл за два года до того. В сезоне 1991/92 к нему пришёл первый успех на этом поприще: его команда стала чемпионом Швейцарии. Затем он два сезона тренировал середняка аргентинской Примеры «Уракан», после чего возглавил на один сезон (1994/95) возглавил вылетевший из Примеры «Эстудиантес» и привёл его к победе во втором дивизионе. В последующие несколько лет он тренировал «Колон», «Сан-Мартин» (Сан-Мигель-де-Тукуман), швейцарский «Лугано» и «Индепендьенте», не достигнув с этими командами особых успехов. С августа 2000 по июнь 2001 года Троссеро тренировал сборную Швейцарии. Швейцарцы не смогли выполнить поставленную задачу — отобраться на ЧМ-2002, заняв 4-е место в группе из 6-ти команд, и Троссеро покинул свой пост ещё до окончания отборочного турнира. Затем последовал трёхлетний перерыв в тренерской деятельности. В 2004 году Троссеро возглавил один из сильнейших клубов Гватемалы — «Мунисипаль», за три года работы в нём Энсо выиграл пять розыгрышей чемпионата страны (трижды Апертуру и дважды — Клаусуру), а также международный турнир Copa Interclubes UNCAF. В 2007 году Троссеро принял предложения одного из сильнейших клубов Саудовской Аравии — «Аль-Шабаба», с которым выиграл Саудовский кубок чемпионов; в конце 2008 года покинул свой пост.

## Достижения

### Как игрок
- Двукратный победитель аргентинского чемпионата Насьональ: 1977, 1978
- Победитель аргентинского чемпионата Метрополитано: 1983
- Чемпион Франции: 1979/80
- Обладатель Кубка Либертадорес: 1984
- Обладатель Межконтинентального Кубка: 1984

### Как тренер
- Чемпион Швейцарии: 1991/92
- Победитель второго по уровню дивизиона первенства Аргентины (Primera B Nacional Argentina): 1994/95
- Трёхкратный победитель гватемальской Апертуры: 2004, 2005, 2006
- Двукратный победитель гватемальской Клаусуры: 2005, 2006
- Победитель Copa Interclubes UNCAF (международного турнира для клубов Центральной Америки): 2004
- Обладатель Саудовского Кубка чемпионов: 2008